# Hydrocotyle bonariensis
Hydrocotyle bonariensis, muñequita de agua o redondita de agua, es una especie de planta herbácea perenne, bulbosa, de la familia de las araliáceas. En Perú se llama mateellu, oreja de abad o petacones.

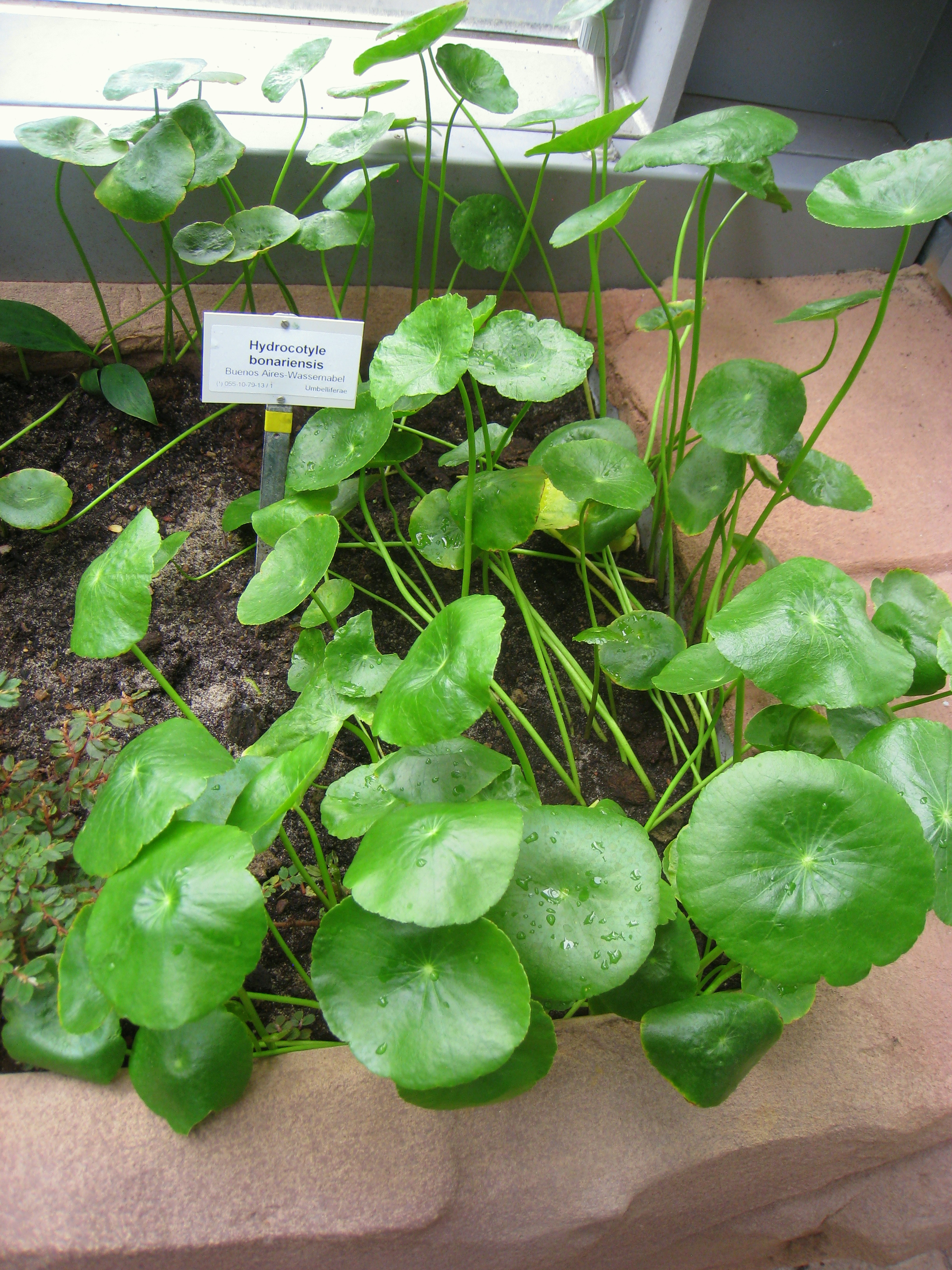
Vista de la planta

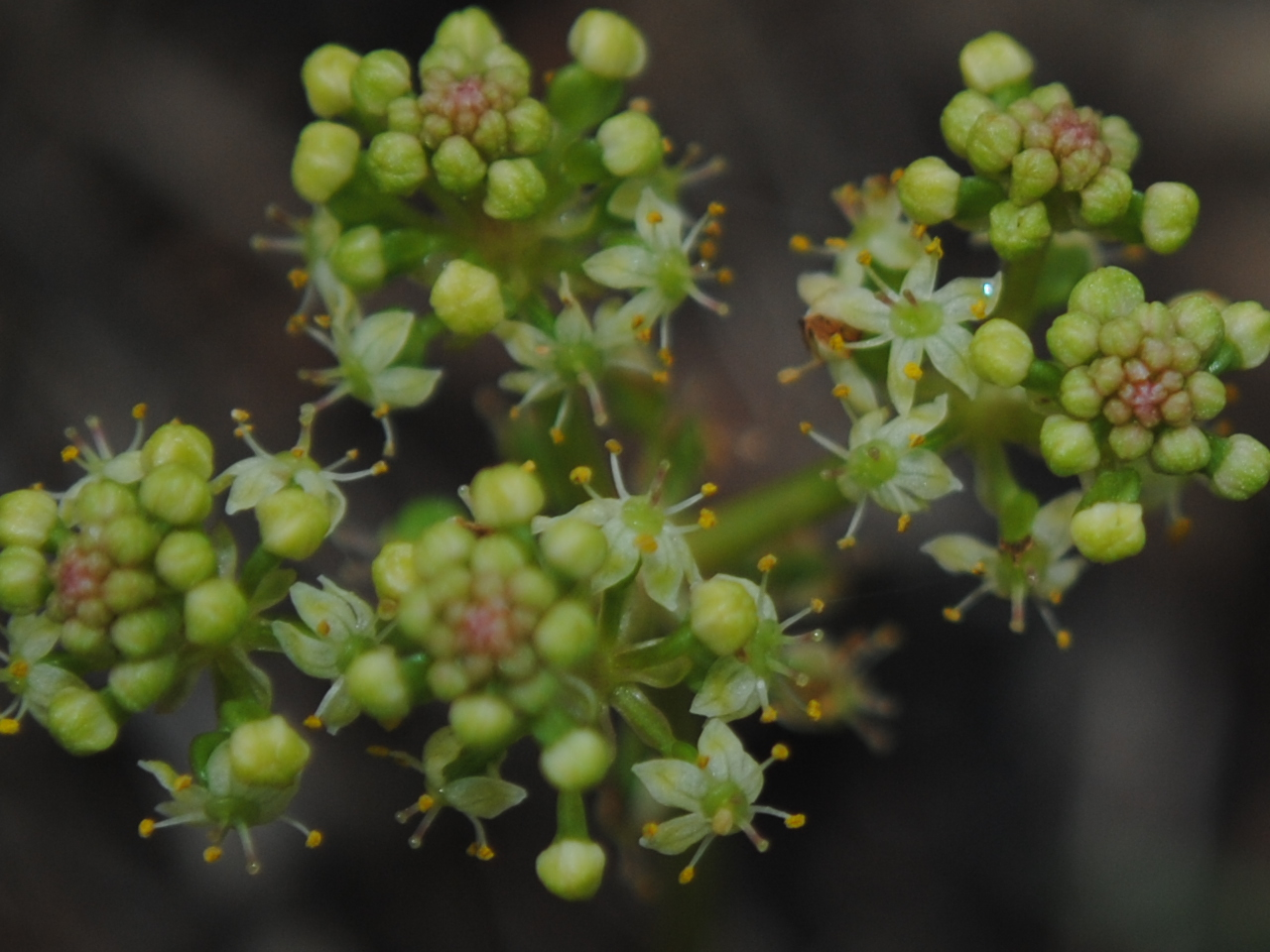
Flores

## Descripción
Posee hojas redondas, verdosas brillante, unidas a peciolos verticales. Alcanza 15 cm de altura, y no tolera heladas fuertes.

## Ecología
Los tallos y raíces en los nudos y los diferenciales de los rizomas. Produce un fruto dehiscente seco que en la madurez se divide dos o más partes, cada una con una sola semilla.
Vive en zonas arenosas de condiciones un tanto extremas, tierras muy secas que se inundan a veces. Se encuentra en asociación con Ipomoea pes-caprae, Senecio crassiflorus, Juncus acutus, codominando con Imperata brasiliensis y Bacopa monnieri

## Taxonomía
El género fue descrito por Jean-Baptiste Lamarck y publicado en Encyclopédie Méthodique, Botanique 3(1): 153–154. 1789.
Sinonimia
- Hydrocotyle bonariensis Comm. ex Lam.,
- Hydrocotyle multiflora Ruiz & Pav.,
- Hydrocotyle petiolaris DC.,
- Hydrocotyle yucatanensis Millsp.,
- Hydrocotyle caffra Meisn.[7]
- Hydrocotyle umbellata subesp. bonariensis (Lam.) Drude 1898[8]